# Ждите нас на рассвете
«Ждите нас на рассвете» — советский художественный фильм 1963 года режиссёра Эмиля Лотяну, снятый на киностудии «Молдова-фильм».

## Сюжет
В основе сюжета полулегендарная история похода группы из отряда Иллариона Нягу, сподвижника Г. И. Котовского, для вывоза тайного склада оружия.
События происходят в 1919 году у устья Дуная на территории Бессарабии, оккупированной войсками Румынии. 
Красный отряд попадает в окружение, и единственное спасение для него — достать оружие из тайного склада. Командир поручает это задание шестерым бойцам. Все они очень не похожи друг на друга и по характерам и по социальному положению: румынский офицер Ласку, крестьяне Штефан Мугуре и Кулай Дору, музыкант Лайош, сын железнодорожника Алёша Демин и цыган Фане. Эти шестеро предпринимают фантастическую по дерзости операцию. Пятеро из них погибнут, но поставленная командиром задача будет выполнена.

## В ролях
- Илие Гуцу — Кулай Дору
- Валерий Панарин — Алёша Дёмин
- Ион Шкуря — Мирча Ласку
- Думитру Карачобану — Фане Фелинар
- Владимир Волчик — Лайош Варади
- Юлиан Кодэу — Штефан Мугуре

- Степан Крылов — комиссар
- Георгий Хассо — Торня, командир отряда
- Сергей Голованов — румынский полковник
- Пётр Баракчи — начальник заставы
- Евгений Григорьев — учитель музыки
- Андрей Нагиц — Станку
- Нина Дони — Викторица, жена Штефана
- Исидор Бурдин — скрипач
- Эмиль Лотяну — Думитраш (нет в титрах)

## Критика
События, которые проходят перед зрителем, развиваются динамично, напряженно. В то же время авторы раскрывают психологию, внутренний мир каждого героя. Режиссер подобрал интересный ансамбль актеров. Убедительно и искренне играют И. Шкуря (Мирча Ласку), Д. Карачобану (Фане Фелинар). Этому во многом способствует и работа оператора Л. Проскурова. Фильм был хорошо встречен зрителем. Отмечая недостатки картины (длинноты ряда эпизодов,  увлечение шумовыми и звуковыми эффектами, некоторые штампы при раскрытии отдельных образов), в общей его оценке критика была почти единодушна: режиссёром Э. Лотяну сделана взволнованная, эмоциональная картина.— Коммунист Молдавий, № 18, 1973. — с 78

Бравурная, героико-приключенческая история, сюжетно мало чем отличалась от многих других историко-революционных фильмов приключенческого толка, появившихся в те годы на наших экранах. Не отличался и мироощущением — вся романтика картины не выходила за пределы её фабулы, она покрывала её целиком — ни больше, ни меньше.— кинокритик Мирон Черненко

Поэтическая манера режиссера Эмиля Лотяну, показательная в его первом художественном фильме, превращает эту тему в фантастическую драму о судьбе людей
Оригинальный текст (рум.) Maniera poetica a regizorului Emil Loteanu, revelatorie de la acest prim film artistic, transforma acest subiect intr-o drama sfisietoare despre soarta unor oameni care
— Web-enciclopedia filmului moldovenesc